# Lincoln, Massachusetts
Lincoln este o municipalitate de ordin doi, un târg (în engleză town) din zona istorică a comitatului Middlesex, statul Massachusetts, Statele Unite ale Americii. Populația localității fusese de 6.362 locuitori la recensământul din 2010, incluzând rezidenții din Hanscom Air Force Base, care locuiesc în limitele localității.

## Geografie
Lincoln are o suprafață totală de 37,85 km2 (sau de circa 15.05 sqmi, dintre care circa 35,69 km2 (sau 14,41 mi2), reprezintă uscat și restul de 2,16 km2 (sau 0,59 mi2), adică 4.26% reprezintă apă. (Sursa, United States Census Bureau).

## Puncte de interes
- Bemis Hall
- Codman House
- DeCordova Museum and Sculpture Park
- The Food Project
- Gropius House
- Hanscom Field and Hanscom Air Force Base
- Lincoln Center Historic District

## Rezidenți notabili
- Mike Barnicle, jurnalist
- Rodney Brooks, profesor universitar la MIT
- Richard Bolt, profesor universitar la MIT
- Sarah Caldwell, dirijor, impresar și director de scenă
- David Herbert Donald, istoric
- John Flansburgh, muzician rock
- Julia Glass, autor
- Walter Gropius, arhitect
- Greg Hawkes, muzician rock
- Dudley R. Herschbach, laureat al premiului Nobel
- Charles P. Kindleberger, istoric al economiei
- George Kistiakowsky, profesor de chimie
- Christopher Langton, computer scientist
- Jane Langton, autor
- John Linnell, muzician rock
- Walter McCarty, jucător de basketbal
- Ken Olsen, inginer
- Cam Neely, jucător de hochei pe gheață
- Roger Payne, biolog și cerecetător al mediului înconjurător
- Paul Pierce, jucător de basketbal
- Rajon Rondo, jucător de basketbal
- Karen Smyers, triatlonist
- Lester Thurow, autor și fost decan al facultății MIT Sloan School of Management
- An Wang, pionier al industriei de computere (fondator al Wang Computers în anii 1960)